# Pleasant View (Kentucky)
Pleasant View – jednostka osadnicza w Stanach Zjednoczonych, w stanie Kentucky, w hrabstwie Whitley.